# Pilot Pen Tennis 2007 - Doppio femminile
Il doppio femminile  del torneo di tennis Pilot Pen Tennis 2007, facente parte del WTA Tour 2007, ha avuto come vincitrici Sania Mirza e Mara Santangelo che hanno battuto in finale Cara Black e Liezel Huber con il punteggio di 6–1, 6–2.

## Teste di serie
1. Cara Black /  Liezel Huber (finale)
2. Květa Peschke /  Rennae Stubbs (semifinali)

1. Sania Mirza /  Mara Santangelo (campionesse)
2. Anabel Medina Garrigues /  Virginia Ruano Pascual (primo turno)

## Tabellone

### Legenda
| - Q = Qualificato - WC = Wild card - LL = Lucky loser | - ALT = Alternate - SE = Special Exempt - PR = Protected Ranking | - w/o = Walkover - r = Ritirato - d = Squalificato |